# Thémis (navío francés)
La fragata Thémis tomó parte en la batalla del cabo Finisterre y de la batalla de Trafalgar. En esta última estuvo comandada por el capitán Jugan. Después de la batalla, remolcó a los navíos Príncipe de Asturias y Santa Ana hasta Cádiz.
En 26 de febrero de 1806 tomó parte de la expedición La Meillerie. En esta expedición, la Thémis navegó de Cádiz formando parte del escuadrón comandado por el capitán La Marre La Meillerie, consistiendo también de las fragatas Hermione, Hortense, Rhin y el bergantín Furet. El Furet fue capturado por el HMS Hydra mientras que el escuadrón restante abandonó el combate.
En enero de 1808 navegó en el Atlántico antes de volver al Mediterráneo. Habiendo pasado por Gibraltar en el 17 marzo, la fragata Thémis junto con la Penélope navegaron y anclaron en Tolón. Allí, fue encargada de transportar suministros para Corfu, juntamente con la fragata Pauline. Quedó presa allí y eventualmente fue incautada por los británicos cuando capturaron la isla.